# Srđa Knežević
Srđa Knežević (sinh ngày 15 tháng 4 năm 1985) là một cầu thủ bóng đá người Serbia.

## Sự nghiệp câu lạc bộ
Srđa Knežević đã từng chơi cho V-Varen Nagasaki.